# 新沢村
新沢村（にいざわむら）はかつて奈良県にあった村。現在の橿原市南部にあたる。

## 歴史
- 1889年（明治22年）4月1日 - 町村制施行により高市郡一村、観音寺村、北越智村、川西村が合併し、新沢村が発足。
- 1956年（昭和31年）7月3日 - 橿原市へ編入合併され消滅。